# Битка при нос Шершел
Битката при нос Шершел е морска битка в Средиземно море до Френски Алжир между националистическия тежък крайцер „Baleares“ и леките крайцери на испанския републикански флот „Libertad“ и „Méndez Núñez“ по време на Гражданската война в Испания.

## Битката
В ранните сутрешни часове на 7 септември 1937 г. „Baleares“ неочаквано се натъкват на републикански конвой, състоящ се от два търговски кораба, ескортирани от републикански крайцери и разрушители. „Baleares“ е отбит и сериозно повреден в битката.
Най-голямата опасност за конвоя не е самия „Baleares“, а базираните на брега самолети на националистите, които могат да се появят, когато националистическият крайцер съобщава по радиото местоположението на конвоя. Поради това, четирите разрушителя бързо прекратяват схватката и продължават да ескортират търговския конвой.
Докато тези кораби се движат напред, републиканските крайцери „Libertad“ и „Méndez Núñez“ се сблъскват с „Baleares“. Разрушителен залп от „Libertad“ разбива електрониката на „Baleares“, временно изваждайки от строя главните оръдия на крайцера. Но националистите поправят щетите и „Baleares“ подновява преследването си.
Военните кораби се срещат отново следобед, „Libertad“ отправя още два удара в критични точки на „Baleares“. Отстъпващите републикански кораби по-късно са атакувани, но неефективно, от няколко националистически самолета, повечето от които италиански бомбардировачи от Легионерска авиация, която се бие в Испания под заповед на Франсиско Франко.
По време на битката капитаните на двата товарни кораба, ескортирани от републиканската флота, се паникьосват и променят курса си на юг, за да потърсят подслон в алжирски териториални води. Един от параходите засяда в Шершел, докато другият кораб достига до Бона, където е интерниран от френските власти.
Командирът на републиканския флот Мигел Биса е понижен след тази битка.